# Восход (Зональный район)
Восход — посёлок в Зональном районе Алтайского края России. Входит в состав Плешковского сельсовета.

## География
Посёлок находится в восточной части Алтайского края, в пределах Бийско-Чумышской возвышенности, на расстоянии примерно 5 километров (по прямой) к северо-северо-востоку (NNE) от села Зональное, административного центра района. Абсолютная высота — 235 метров над уровнем моря. К востоку от посёлка проходит федеральная автодорога Р256 (М52).

Климат умеренный, континентальный. Средняя температура января составляет −18,2 °C, июля — +18,9 °C. Годовое количество атмосферных осадков — 518 мм.

## Население
| 1997 | 1998 | 1999 | 2000 | 2001 | 2002 | 2003 |
| ---- | ---- | ---- | ---- | ---- | ---- | ---- |
| 174  | ↗179 | ↘178 | ↗179 | ↗188 | ↗202 | ↘201 |
| 2004 | 2005 | 2006 | 2007 | 2008 | 2009 | 2010 |
| ↗202 | ↘187 | ↗201 | ↗211 | ↗214 | ↗217 | ↗219 |
| 2011 | 2012 | 2013 |      |      |      |      |
| ↘217 | ↗238 | ↗240 |      |      |      |      |

Согласно результатам переписи 2002 года, в национальной структуре населения русские составляли 79 %.

## Инфраструктура
В посёлке функционирует фельдшерско-акушерский пункт (филиал КГБУЗ «Зональная центральная районная больница»).

## Улицы
Уличная сеть посёлка состоит из четырёх улиц и одного переулка.